# T·A·赫彭海默
T·A·赫彭海默（英語：Thomas A. Heppenheimer，1947年1月1日—2015年9月9日）是一位美国航空太空工程學工程师、行星科学家和天體力學家，主要作品有《倒计时——航天器的历史》（Countdown: A History of Space Flight）等。